# Hans Blomberg
Hans Blomberg, född den 19 december 1919 i Helsingfors, död den 5 november 2006 i Esbo, var en finlandssvensk professor, som var en pionjär inom undervisningen och forskningen i automationsteknik i Finland. Av de personer som verkade inom industriautomation i början av 2000-talet, hade största delen utbildats av honom eller av hans elever.

## Ungdom och utbildning
Blombergs föräldrar var byggmästare Georg Fredrik Blomberg och Naema Alina Nyström. Han blev student från Svenska normallyceum (Norsen) år 1937. Sin militärtjänst inledde han under vinterkriget i mars 1940, men blev en månad senare befriad på grund av sjukdom . Han slutförde sina studier i elektroteknik under fortsättningskriget och utexaminerades som diplomingenjör från Tekniska högskolan år 1943.

## Karriär
Blomberg arbetade efter sin dimission som testingenjör på Oy Strömberg Ab från år 1943 till 1944 och som forskare vid Statens tekniska forskningsanstalt i Helsingfors mellan 1944 och 1956. Han disputerade till teknologie doktor 1953 med avhandlingen "Ett känsligt ljusvisarinstrument avsett för integrering av svaga elektriska spänningsimpulser med avseende på tiden" .
Blomberg undervisade i växelströmsteori vid Tekniska högskolan 1948 - 1954 och publicerade bland annat ett kompendium "Växelströmsteori". Dessutom undervisade han under åren 1953 - 1956 i både teoretisk elektroteknik och allmän elektroteknik. Han utnämndes till professor i teoretisk elektroteknik vid Tekniska högskolan från och med den 1.8.1956 och han gick i pension 1.9.1985. 
Blomberg verkade vid sidan av sin professur som ledare för den elektrotekniska avdelningen vid Tekniska högskolan under perioden 1959 – 1962 och som högskolans prorektor med ansvar för undervisningsärenden 1981 - 1985. Han skötte också sidotjänster som chef för elektrotekniska laboratoriet vid Statens tekniska forskningsanstalt under tiden 1962 - 1972 samt som lärare vid Tekniska läroverket i Helsingfors 1955 - 1962.

## Forskning och undervisning
Blomberg valde i ett tidigt skede reglerteknik som sitt undervisnings- och forskningsområde . Han hade kommit i kontakt med den nya disciplinen i samband med sin doktorsavhandling, där han fördjupade sig grundligt i området. I sin undervisning var Blomberg en föregångare och förnyade undervisningsmetoderna. Han skrev ett mångsidigt kompendium i två delar med titeln ”Regleringsteknikens teoretiska grunder” . Kompendiet nämns i en publikation utgiven av den internationella reglertekniska organisationen IFAC som exempel på historiska lärobokstexter i reglerteknik . Han tog snabbt till sig nya idéer. Då optimeringsteorier var nya, skrev han en kort och illustrativ men vetenskapligt exakt text ”Inblick i regleringsteknikens optimeringsidéer” för Automationsdagarna  1966.
Högskolenätet i Finland utvecklades kraftigt på 1960-talet och nya tekniska högskolor grundades i Tammerfors och Villmanstrand.  Också vid Tekniska högskolan grundades en ordinarie professur i reglerteknik. Blomberg valde då att koncentrera sig på systemteori, som lägger de teoretiska grunderna för reglerteknik och ger en grund för att förstå och hantera också icke-tekniska system och nätverk.
Blombergs eget forskningsarbete inriktade sig redan på 1960-talet i linjära differential- och differenssystems algebraiska teori. Det långsiktiga arbetet resulterade 1983 i boken ” Algebraic Theory for Multivariable Linear Systems” utgiven av Academic Press .  I boken, som är aktuell ännu 40 år senare, sammanfattades de resultat som tagits fram inom teorin för linjära system. Blomberg var en av de första professorerna som införde systematiska doktorandstudier vid Tekniska högskolan och resultaten syntes. Blombergs betydelse kan bl. a. ses i att han själv utbildade 22 doktorer samt ett stort antal andra elever, som tillämpat sitt kunnande inom både akademiska och industriella omgivningar. Av de forskare som verkat i hans laboratorium, har 15 utnämnts till professorer.
Trots att Blombergs eget forskningsarbete var teoretiskt och i många avseenden matematiskt, hade han en god förståelse för praktiska tillämpningar. Grundtanken i hans forskningsarbete var att all metodutveckling skulle utgå från praktiska problem och ge gedigna lösningar på dem. Också praktiska lösningar grundade sig på noggranna modeller samt systematiskt och matematiskt arbete, vilket ofta ledde till nya innovativa lösningar och tillämpningar.

## Privatliv
Blomberg gifte sig med Kätchen Rut Lindman år 1943. I äktenskapet föddes två döttrar. Midsommaren 1975 avled Kätchen efter en sjukdomsattack, som hon fick på sommarstället i Bromarv. År 1976 ingick han äktenskap med Elseby Kristina Lagerbohm, som avled 1996.
Hans Blomberg avled den 5 november 2006, 87 år gammal.

## Utmärkelser
Professor Blomberg kallades till medlem av Svenska tekniska vetenskapsakademien i Finland år 1958 och till den motsvarande finskspråkiga akademin Teknillisten tieteiden akatemia år 1963.
Blomberg tilldelades Statsrådets Mauritz Hallbergs pris av Svenska litteratursällskapet i Finland år 1956. 